# Giorgi Gogsjelidze
Giorgi Gogsjelidze, född den 7 november 1979 i Gori, Georgiska SSR, Sovjetunionen, är en georgisk brottare. 
Gogsjelidze tog OS-brons i tungviktsbrottning i fristilsklassen 2008 i Peking.